# Youth of Today
Youth of Today é uma banda nova-iorquina de straight edge hardcore. Sua formação se deu no ano de 1985, com dois remanescentes de uma outra banda de Nova Iorque, Violent Children, Ray Cappo (vocal) e John Porcelly (guitarra). Apesar das dificuldades de encontrar baixista e baterista, foram chamados Graham Philips e Darren Pesce respectivamente, que já haviam tocado com Porcelly em uma outra banda, The Young Republicans.
Em 1985, Youth Of Today gravou um EP pela Positive Force Records, "Can't Close My Eyes". Após a turnê Graham e Darren deixaram a banda, e dos novos membros de uma banda nova-iorquina, Straight Ahead, se uniram a Ray and John, Craig Setari (baixo) e Tom Carroll (bateria). Tom os deixou durante a segunda turnê, mas Drew Thomas, baterista da Crippled Youth, foi chamado para terminar os shows. Pouco tempo depois, o cantor da Underdog, Richie Birkenhead, assumiu a segunda guitarra. Com essa formação, o primeiro álbum da banda Youth Of Today foi gravado, chamado Break Down The Walls, e produzido por Wishing Well Records.
Ao que tudo indica a banda voltou em 2016 para alguns shows na Europa que inclusive foram postados no Youtube, mantendo Cappo E Porcell a frente da banda e despejando a mesma energia de sempre.

## Discografia

### Álbuns
- 1985 - Can't Close My Eyes LP/ CD
- 1987 - [Break Down the Walls LP/ CD
- 1988 - We're Not in This Alone LP/ CD
- 1990 - Youth of Today EP/ CD

### Singles
- 1985 - Can't Close My Eyes 7"
- Disengage 7"/ CD

### Álbuns ao Vivo/Singles
- Yesterday 7"
- Take a Stand 12"/ LP/ CD
- Anarchy In Vienna LP
- Live at Van Hall 1989, Amsterdam 7"
- Live at CBGB's 7"
- Inside Out e Youth of Today-Benefit split 7" (live bootleg)

### Compilações
- Make It Work 7"
- Connecticut Fun LP (1985)
- New York City Hardcore:Together 7" (1987, Revelation Records)
- New York City Hardcore - The Way It Is LP (1988, Revelation Records)
- Hold Your Ground CD
- Sunday Matinee LP/ CD
- In-Flight Program CD
- Voice of the Voiceless LP/ CD
- Another Shot for Bracken LP
- A Time We'll Remember LP
- We Bite 7"
- We Bite 100 2xLP
- The Sound of the Streets 4xCD
- Revelation 100 2xLP/CD (Revelation Records)